# Chiesa di San Bartolo a Cintoia
La chiesa di San Bartolo a Cintoia è un luogo di culto cattolico che si trova a Firenze nel rione Cintoia del quartiere 4, nell'omonima via di San Bartolo a Cintoia.

## Storia
La fondazione della chiesa è molto antica, il primo documento risale al 723. Venne ricostruita nel 1304, come testimonia un'epigrafe in caratteri gotici, che ora si trova nella sagrestia: dell'originaria struttura rimane traccia nella navata e nel campanile, mentre all'interno fu ricoperta di affreschi quattrocenteschi, poi scomparsi durante le trasformazioni della seconda metà del Settecento.

## Descrizione
L'aspetto attuale è ottocentesco, con soffitto datato 1884 e dipinti a monocromo di Luigi Ademollo. Dietro l'altar maggiore si conserva la tavola di Neri di Bicci con l'Incoronazione della Vergine e santi, dipinta nel 1467. Nell'atrio di accesso è visibile un affresco trecentesco raffigurante la Madonna e santi, staccato da un'edicola vicina alla chiesa. Nel 1986 è stato sistemato all'esterno un rilievo in terracotta con San Bartolomeo di Ugo Bellini.